# Flammeovirga
Flammeovirga ist eine Gattung von Bakterien und zählt zu der Familie Flammeovirgaceae.

## Erscheinungsbild
Die Zellen sind grade oder gekrümmte Stäbchen. Die Größe liegt zwischen 0,4 µm und 0,9 µm in Breite und zwischen 1,7 µm und 96 µm oder mehr in Länge. Sie sind nicht begeißelt, Bewegung erfolgt gleitend. Die Farbe der Kolonien ist orange bis rötlich-orange. Die meisten Arten benötigen Meerwasser oder NaCl.  Sporen werden nicht gebildet.
Das dominante Menachinon ist MK-7. Der GC-Gehalt in der DNA liegt bei den Arten zwischen 31–36 Mol-Prozent.

## Wachstum und Stoffwechsel
Alle Arten von Flammeovirga sind chemo-organotroph. Die Arten sind aerob. Der Stoffwechsel ist die Atmung mit Sauerstoff als terminalen Elektronenakzeptor. Bei F. yaeyamensis und F. aprica tritt auch die Fermentation von Glucose auf.

## Vorkommen
Die Arten wurden in verschiedenen marinen Lebensräumen gefunden, z. B. im Seewasser, im Küstensand oder auch an Meeresalgen. Eine noch nicht näher beschriebene Art, Flammeovirga sp. NJ-04, wurde aus dem Südchinesischen Meer in einer Tiefe von 5219 m isoliert.

## Systematik
Flammeovirga aprica ist die Typusart der Gattung.
Sie wurde als Cytophaga aprica von Hans Reichenbach 1989 erstbeschrieben, im Jahr 1997 wurde sie von Yasuyoshi Nakagawa et al. als Typusart in die neue Gattung Flammeovirga transferiert.
Die Gattung zählt zu der Familie Flammeovirgaceae und der Ordnung Cytophagales. 
Einige Arten der Gattung:
- Flammeovirga aprica (Reichenbach 1989) Nakagawa et al. 1997
- Flammeovirga arenaria (ex Lewin 1969) Takahashi et al. 2006
- Flammeovirga kamogawensis Hosoya and Yokota 2007
- Flammeovirga pacifica Xu et al. 2012
- Flammeovirga yaeyamensis Takahashi et al. 2006

## Etymologie
Der Gattungsname Flammeovirga ist abgeleitet von dem lateinischen Adjektiv flammeus (feuerfarben) und dem lateinischen Wort virga, (Stäbchen). Der Name bezieht sich auf die orange bis rötlich-orange Farbe der Kolonien dieser stäbchenförmigen Bakterien.